# Copaxa multifenestrata
Copaxa multifenestrata är en fjärilsart som beskrevs av Herrich-Schäffer 1858. Copaxa multifenestrata ingår i släktet Copaxa och familjen påfågelsspinnare. Inga underarter finns listade i Catalogue of Life.